# Kiril Petkov (birkózó)
Kiril Petkov bolgárul: Кирил Петков (Doszitejevo, 1933. június 8. – 2019. január 22.) olimpiai ezüstérmes bolgár birkózó.

## Pályafutása
Az 1964-es tokiói olimpián és az 1965-ös tamperei világbajnokságon ezüstérmet szerzett kötöttfogás 78 kg-os versenyszámban.

## Sikerei, díjai
- Olimpiai játékok – kötöttfogás, 78 kg
  - ezüstérmes: 1964, Tokió
- Világbajnokság – kötöttfogás, 78 kg
  - ezüstérmes: 1965